# 特氏囊齒脂鯉
特氏囊齒脂鯉（学名：Saccodon terminalis）為輻鰭魚綱脂鯉目脂鯉亞目下口半脂鯉科的其中一個種，分布於南美洲厄瓜多Daule河流域，體長可達4公分，棲息在水流快速的水域，以藻類及水生昆蟲為食，生活習性不明。